# Lusail
Lusail (în arabă لوسيل) este al doilea oraș ca mărime din Qatar, situat pe coastă, în partea de sud a municipiului Al Daayen. Lusail este situat la aproximativ 23 kilometri (14 mi) nord de centrul orașului Doha, chiar la nord de West Bay Lagoon, pe peste 38 kilometri pătrați (15 mi2) și va avea în cele din urmă infrastructura pentru a găzdui 450.000 de oameni. Dintre acești 450.000 de oameni, se estimează că 250.000 sau mai puțini vor fi rezidenți, 190.000 vor fi angajați de birou și 60.000 vor fi lucrători cu amănuntul.